# Nanblá Gakran
Professor Nanblá Gakran na UNB
Nanblá Gakran (Terra Indígena Laklãnõ, 13 de novembro de 1963 - Terra Indígena Laklãnõ, 26 de junho de 2021) foi um educador e linguista indígena brasileiro, membro do povo Laklãnõ-Xokleng, primeiro integrante indígena a obter um doutorado em linguística do Estado de Santa Catarina e o segundo a obter um mestrado na mesma área. 
Além de atuar como educador indígena foi professor do departamento de História da UFSC, onde atuou também na licenciatura Intercultural Indígena, também foi professor do curso de pedagogia indígena Xokleng junto a FURB, do qual foi um dos organizadores.
Especialista de destaque mundial no estudo e pesquisa da gramática e língua Laklãnõ, foi um dos desenvolvedores do alfabeto desta nação.
Também atuou como membro (conselheiro) do Conselho Estadual dos Povos Indígenas de Santa Catarina CEPIN/SC. Membro do Fórum Estadual da Educação FEE/SC e membro (conselheiro) do Conselho Estadual da Saúde CES/SC. 

## Formação
Licenciado em Ciências Sociais (2002) e Letras (2018), mestre em Linguística, em 2005 (UNICAMP),  doutor em Linguística 2015 (UnB), pós-doutor em política linguística em 2018 (UFSC). Nos primeiros anos de seu doutorado, Nanblá foi orientado pelo professor Aryon Dall’Igna Rodrigues, referência para os estudiosos de línguas indígenas brasileiras.

## Vida
Nanblá tinha como língua materna o Laklãnõ (Xokleng), hoje em dia falada apenas em Santa Catarina , língua que segundo estimativas da UNESCO possuí atualmente menos de 100 falantes, o que a torna uma língua criticamente ameaçada de extinção, encontrando-se no estágio 4 de risco em uma escala que vai até 5. 
Nanblá somente aprendeu a se comunicar na língua portuguesa na sua adolescência, quando no início da década de 80 auxiliou o antropólogo Greg Urban em seus trabalhos de pesquisa da nação Laklãnõ, transcrevendo para ele as narrativas gravadas em sua língua materna,  experiências que o iniciaram nos estudos e pesquisas da sua língua, bem como como na sua atuação como defensor da sua cultura, povo e língua.
Conheceu, como ele mesmo relata, o preconceito racial e social ao iniciar seu relacionamento com o Brasil não indígena, preconceito que o acompanhou desde então dentro e fora da academia e por toda a sua vida, discriminação que não impediu sua luta.
Todos os títulos acadêmicos arduamente conquistados foram dificultados pelo racismo sistêmico presente não só no meio acadêmico mas  em toda sociedade brasileira. Tais conquistas não deslumbraram Namblá, que não permitiu isolar-se intelectualmente na academia nem na cultura elitista ego/eurocentrista de produzir estudos não como fins, mas como meros meios de aquisição de tais títulos de soberba acadêmica. 
Pragmático, Nanblá não abandonou a sua terra e povo e voltou para sua comunidade para compartilhar o conhecimento adquirido, ensinando e fortalecendo sua língua e cultura nas escolas existentes em sua terra natal, onde viveu até sua morte.

## Obra
Antes de Nanblá as escolas presentes nas terras indígenas de sua comunidade não contemplavam o ensino da língua Laklãnõ e possuíam a mesma grade curricular das demais escolas públicas, que não estimulavam e nem consideravam as particularidades culturais de sua nação.
Nanblá iniciou nos anos 90 a incorporação do estudo da língua Laklãnõ nas escolas da Terra Indígena Laklãnõ  e com o apoio da FUNAI, prefeituras locais e pela FURB (Fundação Universidade Regional de Blumenau) desenvolveu um pequeno dicionário xokleng-português e um livreto com "lendas" nas duas línguas, bem como outros materiais que  estão sendo usados hoje em sala de aula , articulou e atuou também na capacitação dos professores indígenas das escolas EIEB Laklãnõ e EIEB Vanhecu Patté, da Terra Indígena Ibirama. 
Através desta iniciativa, tanto os adultos, que não conheciam o laklãnõ-xokleng escrito, quanto as crianças, que não falavam a língua, despertaram para a importância de conhecer seu idioma e cultura. Hoje, a língua que a comunidade gosta de expressar em público é a sua língua materna, o laklãnõ, expressão linguística que tem se tornado um símbolo político muito forte ligado à ideia de fonte de empoderamento e da construção de uma identidade étnica positiva, além de perpetuar e fortalecer a existência da língua que antes quase deixou de existir.
Nanblá entendia que a denominação "Xokleng" como fruto de um olhar externo, uma perspectiva do colonizador e não uma compreensão dos membros da sua comunidade, como nação, preferindo a denominação usada pela seu povo, "Laklãnõ", que significa "povo que vive onde nasce o sol", ou "povo do sol" ou ainda "povo ligeiro".  Tal validação interna desta denominação de identidade foi acentuada no processo de politização da sua história e revitalização da sua língua que ocorreu na década de 1990, no qual Nanblá foi um dos principais articuladores. 
Nanblá foi profissional,  acadêmico, líder comunitário e cidadão exemplar, pai de três filhos (Caio Kuzug, Natã Txuli e Txulunh Favenh), produziu vasto material sobre seu tema de estudo, mas antes destas possíveis descrições, foi e nunca deixou de ser, indígena, deixou um grande exemplo de determinação não só para os professores e jovens Laklãnõs, mas para toda comunidade indígena e brasileira, inspirando-os na continuidade do trabalho de fortalecimento do estudo e defesa das línguas e cultura dos povos originários.
- Laklãnõ-Xokleng
- Língua Laklãnõ-Xokleng
- Terra Indígena Laklãnõ
- Educação Indígena
- Jose Boiteux